# 蛭ヶ小島

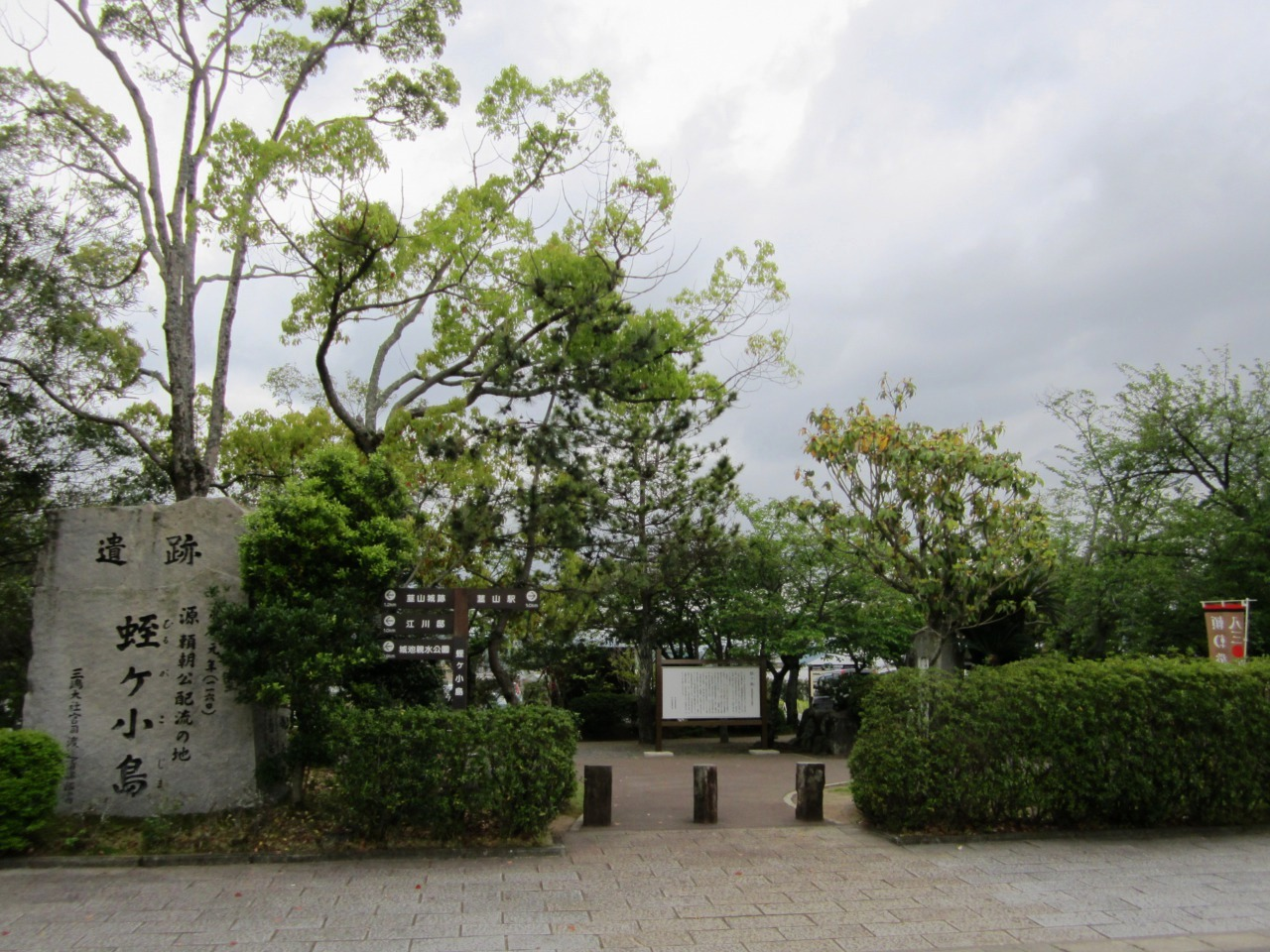
蛭ケ島公園
（伊豆の国市四日町17-1）

蛭ヶ小島（ひるがこじま）は源頼朝の流刑地と伝わる史跡。蛭ケ島ともいう。所在地は静岡県伊豆の国市。

## 歴史
平治の乱で敗れた源頼朝は1160年（永暦元年）に伊豆に配流され、のちに挙兵するまでの20年近くをこの地で過ごしたとされている。その間には北条政子と結婚している。
しかし、歴史的には「伊豆国に配流」と記録されるのみで、「蛭ヶ島」というのは後世の記述であり、真偽のほどは不明。発掘調査では弥生・古墳時代の遺構・遺物のみで、平安時代末期の遺構は確認されていない。『吾妻鏡』では頼朝の流刑地について「蛭島」とのみ記し、当地が比定地であるかは不明。

## 史跡

蛭ヶ島公園にある「蛭ヶ島の夫婦」像

史跡は旧韮山町が「蛭ヶ島公園」として整備し、公園内には「蛭島碑記」の石碑のほか、富士山に向かって立つ頼朝と政子の像がある。
洪水等で変遷した狩野川の中洲の説や、湿田のなかに島状にある微高地であると考えられる。また、中洲の中でも小さい島であったことより、蛭ヶ小島と呼ばれるようになったとも考えられている。
「蛭ヶ島公園」として整備されている場所は、江戸時代に学者の秋山富南が「頼朝が配流となった蛭ヶ島はこの付近にあった」と推定し、これを記念する碑が田野の中に1790年に建てられた。この石碑は韮山代官の江川家の家臣が建立したものとされている。これが「蛭島碑記」で伊豆の国市指定有形文化財となっている。
なお、この石碑とは別に、史跡の北側約600mの民家の敷地内にもほぼ同様の碑文の「蛭島碑記」の石碑がある。地元の区誌によると民家にある石碑は婿入りの引出物として韮山代官の江川家から贈られたとされている。この周辺は地域住民から「兵衛」の地名で呼ばれており、頼朝配流時の官職名が「右兵衛権佐」だったことから、こちらが配流の地であるという可能性も指摘されている。ただ、なぜほぼ同様の碑文の石碑が2つあるのかなど謎も残されている。
2004年3月、源頼朝と北条政子のブロンズ像「蛭ヶ島の夫婦」が建立された。制作した彫刻家の山田収は「31歳の頼朝と21歳の政子が結婚を誓った瞬間をイメージした」という 。
蛭ヶ島公園内に建つ茅葺きの建物は、江戸時代中期の農家の建物「上野家住宅」を移築したもので、静岡県の有形文化財に指定されており、内部には民具や農具などを展示して、歴史民俗資料館となっている。
2007年、茶屋や土産物を売る店が地元の職業訓練校の生徒の手により作られた。運営はシルバー人材センターが行っている。